# Saint Georges Basin
Saint Georges Basin är en lagun i Australien. Den ligger i delstaten New South Wales, i den sydöstra delen av landet, omkring 150 kilometer söder om delstatshuvudstaden Sydney.
Runt Saint Georges Basin är det glesbefolkat, med 10 invånare per kvadratkilometer. Genomsnittlig årsnederbörd är 1 488 millimeter. Den regnigaste månaden är mars, med i genomsnitt 218 mm nederbörd, och den torraste är juli, med 41 mm nederbörd.